# Pointe libertaire
Le collectif de la Pointe Libertaire est un groupe d'habitants et d'habitantes du quartier de Pointe-Saint-Charles à Montréal actif dans la sphère politique locale.
« Le Collectif La Pointe libertaire est un groupe d’affinité du quartier Pointe Saint-Charles à Montréal qui rassemble des personnes qui agissent dans le champ politique en fonction de créer une dynamique vers l’autogestion du quartier par ses citoyennes et ses citoyens. »
Clairement affiché comme anarchiste, le collectif se présente comme « une option libertaire, féministe et écologique pour une société libre ».

## Action
Le collectif est actif dans plusieurs dossiers majeurs dans Pointe Saint-Charles, notamment sur les enjeux d'aménagement urbain.

### Le jardin de la liberté
Le collectif  s'est fait connaître à partir de 2007 par une action de guérilla jardinière sur un terrain public laissé vacant par les autorités municipales. Las de militer auprès de la ville pour son reclassement en parc public, le collectif de la Pointe libertaire a lancé l'opération « Action jardinière autonome », invitant les riverains à venir nettoyer le terrain et à y planter arbustes et plantes vivaces,,. Maintenant appelé le « jardin de la liberté », ce bout de terrain, auparavant laissé en friche, continue d'être entretenu par les membres du collectif et ses sympathisants et sympathisantes.

### Centre social autogéré
Le collectif a lancé un centre social autogéré actif dans le quartier depuis 2007. Le 29 mai 2009, le collectif a mené une occupation illégale d'un bâtiment de l’usine abandonnée Seracon sur le Canal-de-Lachin,.
D'anciens ateliers du chemin de fer Canadien National étaient également dans la ligne de mire du collectif qui suivit attentivement le dossier de leur redéveloppement,, s'opposant aux projets du groupe Mach à qui les ateliers avaient été attribués pour 1$ symbolique en 2006. Une importante mobilisation du CSA avec le collectif communautaire « 7 à nous »  a pris naissance pour contrer ce projet et après 14 ans d'actions, les citoyens ont réussi à ce que leur soit cédé  le Bâtiment 7, un immeuble patrimonial de plus de 8 000 m2. L’édifice abritera un pôle d’activités sociales, artistiques et politiques compatibles avec une économie solidaire et écologique.

### L'Agence de presse libre
Le site internet du collectif agit aussi à titre de média d'information alternative, sur lequel même des journalistes professionnels puisent de l'information.